# Basilique funéraire Saint-Laurent de Choulans
Pour les articles homonymes, voir Saint-Laurent.

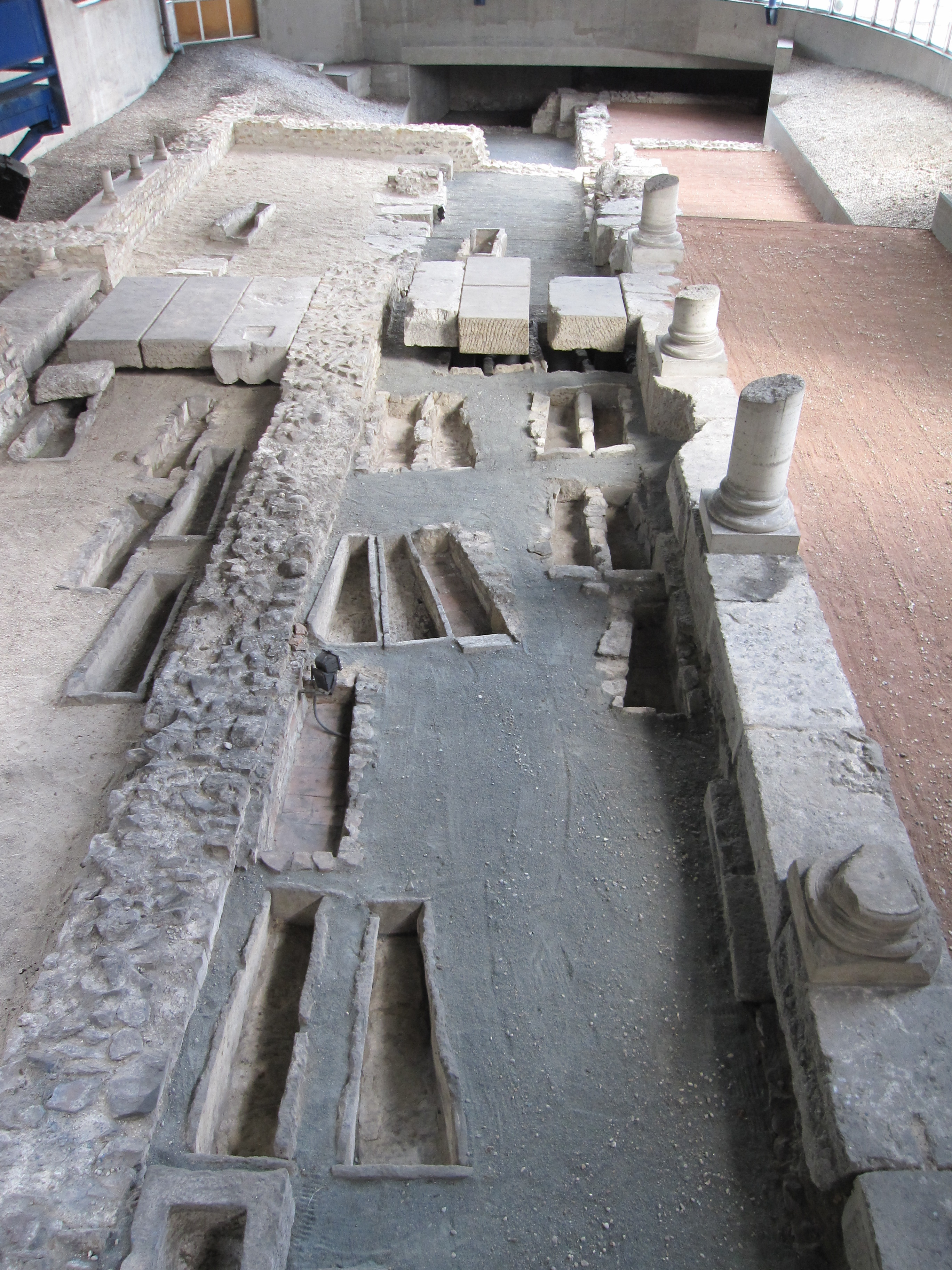
Les tombes de la nécropole gallo-romaine de Saint-Laurent de Choulans.

Saint-Laurent-de-Choulans est un site archéologique situé à Lyon au pied de l'entrée du tunnel de Fourvière, et daté de l'époque mérovingienne. Ce site comporte les vestiges d'une église entourée d'une nécropole chrétienne clôturée, d'une superficie de 0,5 à 1 ha.

## Histoire

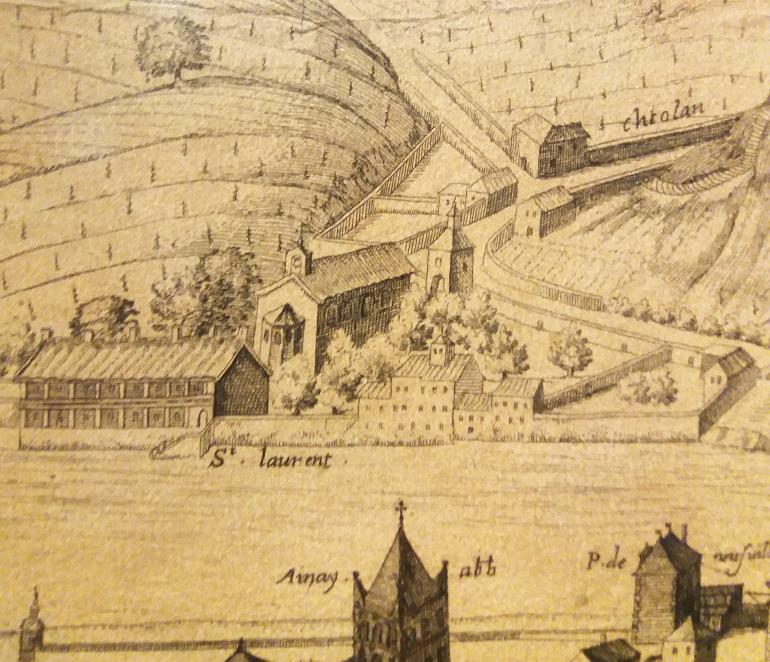
Chapelle Saint-Laurent sur la Grande vue de Lyon de 1625 de Simon Maupin.

La basilique paléochrétienne a été construite sur plusieurs siècles. L'édifice d'origine, composé d'une grande abside, d'un transept débordant et d'une nef unique, date du Ve siècle, peut-être du début du VIe siècle. Quelques années après, sont ajoutés des collatéraux et des annexes. Puis, un portique est construit côté ouest autour du VIIe siècle, et un porche au nord entre les VIIIe et IXe siècles.
Une nécropole a été active entre les VIIe et VIIIe siècles. La basilique est remplacée à l'époque carolingienne par une église, puis au Xe siècle par une chapelle.
Cette chapelle est probablement détruite au cours du XVIIIe siècle, elle n'apparaît plus dans l'iconographie du XIXe siècle : elle est absente de la lithographie d'Antoine Guindrand datant de 1835 qui montre la façade de l'hôpital de Gadagne.
Le site se trouve à côté du lieu-dit Les Étroits et du ruisseau de Siolans (qui a donné le nom de Choulans) où la fontaine de Sioulans prenait sa source, plus haut sur la colline.

## Découverte et fouilles
Le site a été découvert en 1947, à l'occasion de la pose d'une ligne téléphonique dans la montée Saint-Clair-Duport ; il a été fouillé à cette époque par Pierre Wuilleumier, Amable Audin et André Leroi-Gourhan, avant d'être refermé pour rendre la rue à la circulation,.
Des tombes ont été découvertes dans les bas-côtés, les portiques et la nécropole, soit au total 80 sarcophages. Il y avait aussi 15 inscriptions.
Le quartier dans lequel il se situait, au pied de la colline de Fourvière, a ensuite fait l'objet de lourds travaux d'aménagement, d'abord lors de la construction de la bretelle d'accès à l'autoroute A7, puis lors de la construction d'immeubles sur le site même. Plusieurs campagnes de fouilles ont été menées à cette période, entre 1976 et 1983, sous la direction de Jean-François Reynaud. En 1976, le dégagement de 8 mètres supplémentaires vers l'est et 2 mètres vers le nord a permis de dessiner l'aspect général du bâtiment, malgré le fait que la moitié sud était ensevelie sous les caves d'immeubles du XIXe siècle.
Une dernière campagne de fouilles fut menée par Chr. Becker en 1985. La ville de Lyon décida alors de conserver la partie nord des vestiges mis au jour, en les mettant en valeur au sein même des immeubles construits à cette époque, et en rendant le site accessible au public. Une fresque représentant la basilique telle que l'on se la représente à l'aide des vestiges mis au jour a été peinte sur le mur sud du site actuel. 
Le site dépend aujourd'hui du Musée gallo-romain de Fourvière et est ouvert le premier jeudi du mois et lors des journées du patrimoine.

## Situation géographique
La basilique était située à l'extrémité nord de la nécropole Saint-Laurent, et se trouvait à l'extérieur de la ville à l'époque romaine et jusqu'au haut Moyen Âge. À cet endroit arrivaient les voies de Vienne.

## Description
L'édifice était composé d'une abside, d'un transept, de trois nefs et de portiques latéraux portés par une rangée de colonnes ouvrant sur l'extérieur. Il mesurait environ 50 m de long sur 20 de large, ce qui en fait une construction imposante pour l'époque.
Des tombes dont les lourdes dalles supérieures constituaient le dallage de l'église sont encore visibles. Ces dalles étaient creusées d'alvéoles où étaient déposées les épitaphes, gravées dans des plaques de marbre (ce qui a notamment permis de connaître le nom de cette église).
L'église était probablement encore en usage à l'époque carolingienne au VIIIe siècle.  Une chapelle lui succéda finalement au Xe siècle. Cette chapelle, qui se trouve sous l'autorité du chapitre Saint-Jean est confiée à la direction de l'abbaye d'Ainay par l'archevêque Amédée au XIIe siècle contre le versement d'un sens.